# Commissaris Knobbel
Commissaris Knobbel is een stripfiguur uit de stripreeks Piet Pienter en Bert Bibber gemaakt door de Belgische tekenaar en scenarist Pom.
Hij heeft het niet zo begrepen op het speurwerk van de twee jonge helden. Zeker Bert Bibber moet het nogal eens ontgelden en komt op regelmatige tijdstippen in de cel terecht. Knobbel komt meestal pas op de proppen als onze twee vrienden de misdaad hebben opgelost, maar slaagt er wel steeds in om met de eer te gaan lopen.